# George P. Lee
George Patrick Lee (* 23. März 1943; † 28. Juli 2010) war die erste indianische Generalautorität in der Kirche Jesu Christi der Heiligen der Letzten Tage. Er war ein Mitglied im Ersten Kollegium der Siebziger von 1975 bis zu seiner Exkommunikation 1989.

## Frühes Leben
Lee wurde geboren in Towaoc in Colorado. Seine Eltern waren Mae K. Lee (Asdzą́ą́ ŁichííʼSprache der Navajo) von dem TódíchʼíiʼniiSprache der Navajo-Klan und der Medizinmann Peter Lee (Hastiin Jaanééz Yee BiyeʼSprache der Navajo) von dem „Unter dem Flachdach-Haus“-Klan. Lee war eines von siebzehn Kindern aus den Ehen seiner Eltern. Er wurde zuerst Ashkii YázhíSprache der Navajo (kleiner Junge) genannt. Später bekam er den heiligen Namen Ashkii HoyáaniiSprache der Navajo (Junge, der sich gut verhält und gut ist).
Als er zwölf Jahre alt war, wurde Lee eines der ersten Kinder, das von der HLT-Kirche bei weißen Eltern untergebracht wurde. Er wurde nach Orem transportiert, wo er bei der Familie von Glen und Joan Harker lebte. Er wohnte dort sieben Jahre und kehrte zu seiner eigentlichen Familie vom Stamm der Navajo nur in den Sommerferien zurück. Lee schloss die Orem-High School im Jahre 1962 ab.

## Frühe Erwachsenenzeit
Lee besuchte die Brigham Young University und erwarb dort einen Bachelor und später eine Promotion zum Thema Bildungsverwaltung. Danach besuchte er die Utah State University und erwarb dort einen Master. Lee war Lehrer an der Rough Rock Demonstration School und wurde später Präsident des Ganado-Campus an dem Diné College, einer Universität für Indianer in Arizona. Er heiratete Katherine Hettich und sie wurden die Eltern von sieben Kindern.

## Kirchendienst
Nachdem Lee die High School abgeschlossen hatte, diente er als Missionar für die HLT-Kirche in der Navajo Nation Reservation. Diese wurde früher „Südwestliche Indianermission“ von den Mitgliedern der Kirche genannt.
Bevor er als Generalautorität diente, hatte er eine Reihe von Aufgaben im Namen des Priestertums. Er war Präsident eines Ältestenkollegiums, Zweigpräsident, Distriktpräsident und Präsident der Mission von Holbrook.
Am 3. Oktober 1975 berief der Präsident der Kirche, Spencer W. Kimball, den 32-jährigen Lee dazu, ein Mitglied im Ersten Kollegium der Siebziger zu werden. Dies ist eine Aufgabe mit Verantwortung in der ganzen Kirche. Er war die erste Generalautorität mit indianischer Herkunft in der Geschichte der HLT-Kirche.

## Exkommunikation und Verurteilung für Verbrechen
Am 1. September 1989 verkündete die HLT-Kirche, dass Lee exkommuniziert worden sei wegen „Apostasie und Verhalten, das sich nicht gehört für ein Mitglied der Kirche“. Er war die erste Generalautorität seit dem Jahr 1943, die exkommuniziert wurde.
Nach der Darstellung von Lee wurde er exkommuniziert wegen Meinungsverschiedenheiten mit dem Präsidenten der Kirche, Ezra Taft Benson, um die Rolle der Indianer in der Kirche. Als er Präsident wurde, beendete Benson das Programm, indianische Kinder an weiße Eltern zu geben. Lee argumentierte, dass dieses Programm wichtig gewesen sei für seinen persönlichen Fortschritt und dass Kimball anders mit den Indianern umgegangen sei als sein Nachfolger. Außerdem behauptete Lee, dass die Erste Präsidentschaft ihm vorwerfe, er praktiziere Polygamie, verhalte sich unmoralisch und habe falsche Lehren verbreitet. Lee veröffentlichte Briefe, die er an die Kirchenführung geschrieben hatte, an die Nachrichtenagenturen. Die Kirche kommentierte die Briefe nicht öffentlich, da die Details einer Exkommunikation nie öffentlich erklärt werden.
Im Jahre 1993 berichtete der Salt Lake Tribune, dass Lee versucht haben soll, ein kleines Mädchen sexuell zu missbrauchen. Dies soll der Grund für seine Exkommunikation gewesen sein. Lee stritt dies jedoch ab. Am 12. Oktober 1994 berichtete der Tribune jedoch, dass sich Lee für schuldig bekannt haben soll vor Gericht.
Am 27. Juli 2007 wurde Lee im Washington County festgenommen, da er sich nicht registriert hatte in der Datenbank für Sexualverbrecher in Utah. Die Polizei berichtete, dass er sich seit dem Jahr 2001 nicht registriert hatte und das er in einem Gebiet lebte, wo einige junge Kinder in der Nähe wohnten. Lee wurde in ein Gefängnis transportiert in Utah und musste eine Kaution von fünftausend Dollar für seine Freilassung zahlen. Das Verfahren dauerte mehrere Monate wegen der Gesundheitsprobleme von Lee. Am 19. März 2008 wurde das Verfahren gegen Lee offiziell eingestellt. Am 29. März 2009 wurde Lee aus der Datenbank für Sexualverbrecher gelöscht.

## Tod
Lee starb in Provo am 28. Juli 2010 nach einem „langen Kampf mit psychischen Problemen“. Er wurde als „eine der wahrhaft tragischen Personen der Modernen mormonischen Geschichte“ beschrieben.

## Veröffentlichungen
- George P. Lee: Silent Courage: An Indian Story: The Autobiography of George P. Lee, a Navajo. Deseret Book, Salt Lake City 1987.